# Redlich & Berger
Die Bauunternehmung Brüder Redlich & Berger war ein österreichisches Tiefbauunternehmen.

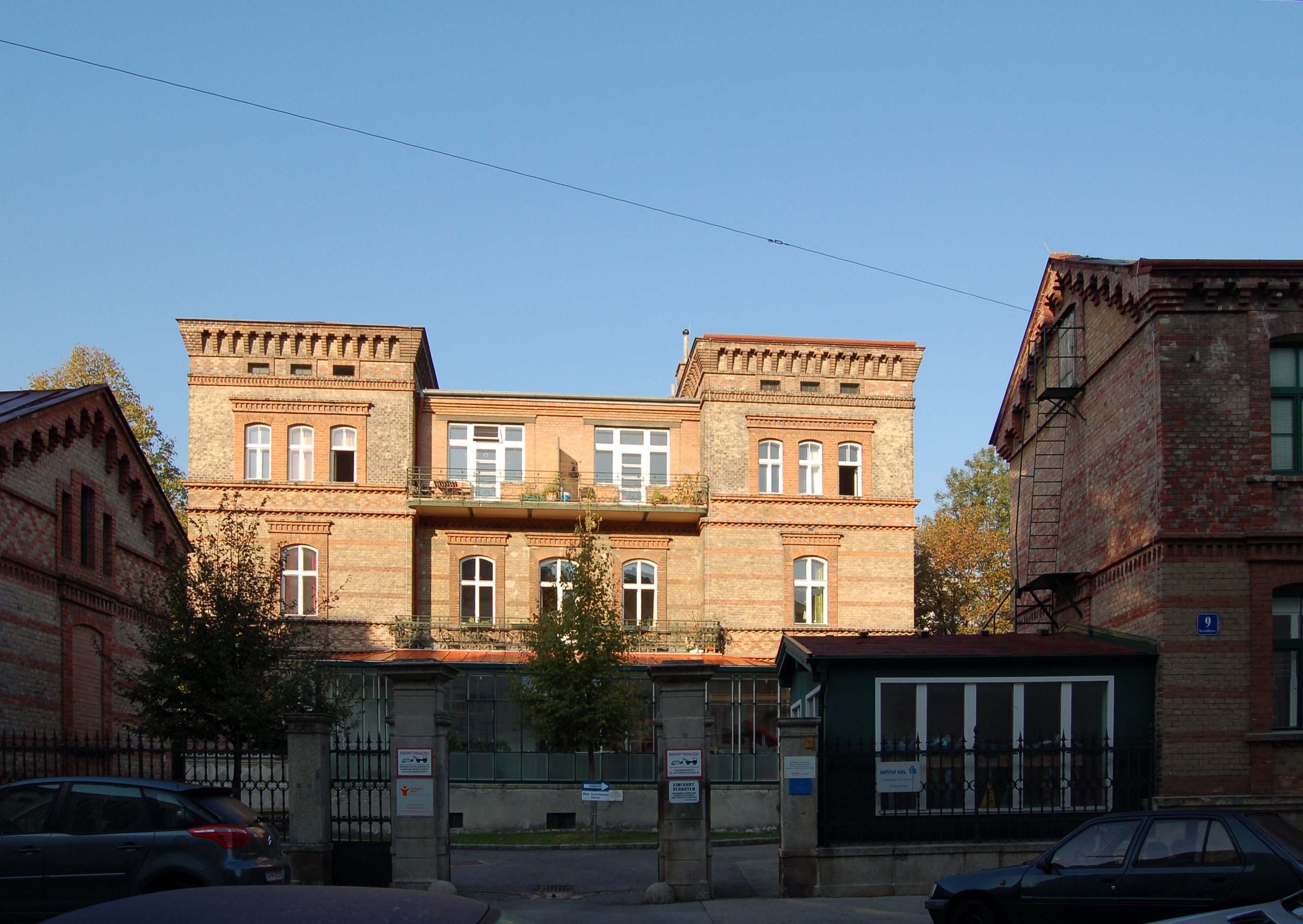
Ehemaliges Betriebsgebäude von Redlich & Berger in Döbling

## Geschichte
Das Bauunternehmen Brüder Redlich & Berger wurde von den aus Göding in Mähren stammenden Brüdern Adolf und Ignaz Leopold Redlich gemeinsam mit ihrem Schwager Franz Berger gegründet und wurde in Folge durch zahlreiche Großprojekte beim Eisenbahnbau in den letzten Jahrzehnten der österreichisch-ungarischen Monarchie rasch bekannt. Vor allem unter Karl Redlich, der das Unternehmen ab 1891 bis zu seinem Tod 1918 leitete, wurden erstmals in größerem Umfang amerikanische Baumaschinen für Erdbewegungen eingesetzt. Er galt als Autorität auf dem Gebiet der pneumatischen Fundierung. Der Sitz des Unternehmens befand sich in der Kreindlgasse in Wien-Döbling, später in der Lerchenfelderstraße in Wien-Neubau.
Zu den von Redlich & Berger ausgeführten Bauten zählen neben denjenigen der Neuen Alpenbahnen wie der Tauerntunnel und die Wocheinerbahn mit der Solcano-Brücke auch Teile der Wiener Stadtbahn und der Arlbergbahn (wie z. B. Trisannabrücke), sowie die Pressburger Bahn. Auch zahlreiche Eisenbeton-Bauten, Brücken, Wehranlagen, Wasserkraftwerke, Flussregulierungen und Straßenbauten zählten zum Portfolio der Firma, einige utopische Projekte wie eine Bergbahn auf den Großglockner konnten jedoch nicht umgesetzt werden. An der Elektrifizierung des Netzes der Österreichischen Bundesbahnen in der Zwischenkriegszeit war Redlich & Berger durch die Errichtung von Stauseen und Wasserkraftwerken wie z. B. der Kraftwerksgruppe Stubachtal oder dem Spullersee-Kraftwerk beteiligt. Büros befanden sich neben Wien in Graz, Linz, Salzburg, Innsbruck und Villach. 
1931 wurde das Unternehmen unter der Führung der Creditanstalt mit der Universale Baugesellschaft fusioniert und in Folge in „Universale - Redlich & Berger“ umbenannt. Später wurde diese Firma Teil der Alpine Holding. Erster Direktor der neuen Gesellschaft wurde der Stadtbaumeister Heinrich Goldemund.
Der jüdischen Gründerfamilie Redlich aus dem heute tschechischen Göding (Hodonin) entstammte auch der Jurist und Politiker Josef Redlich.

## Bauten von Redlich & Berger (Auswahl)
- Trisannabrücke und Teile der Arlbergbahn
- Tauerntunnel und Teilstrecke der Tauernbahn bis zum Kaponigtunnel
- Teilstrecke der Wocheinerbahn mit der Solcano-Brücke
- Nussdorfer Wehr- und Schleusenanlage
- Teilstrecken der Wiener Stadtbahn
- Pressburgerbahn
- Fleimstalbahn
- Karawankentunnel der Karawankenbahn
- Krausebauden-Talsperre
- Kraftwerk Opponitz (Wasserbauliche Anlagen)[9]
- Teilstrecken der Großglockner-Hochalpenstraße[10]
- Teile der Lokalbahn Feldbach - Bad Gleichenberg
- Scheiteltunnel der Transiranischen Eisenbahn (Nordabschnitt)[11]

## Bildergalerie

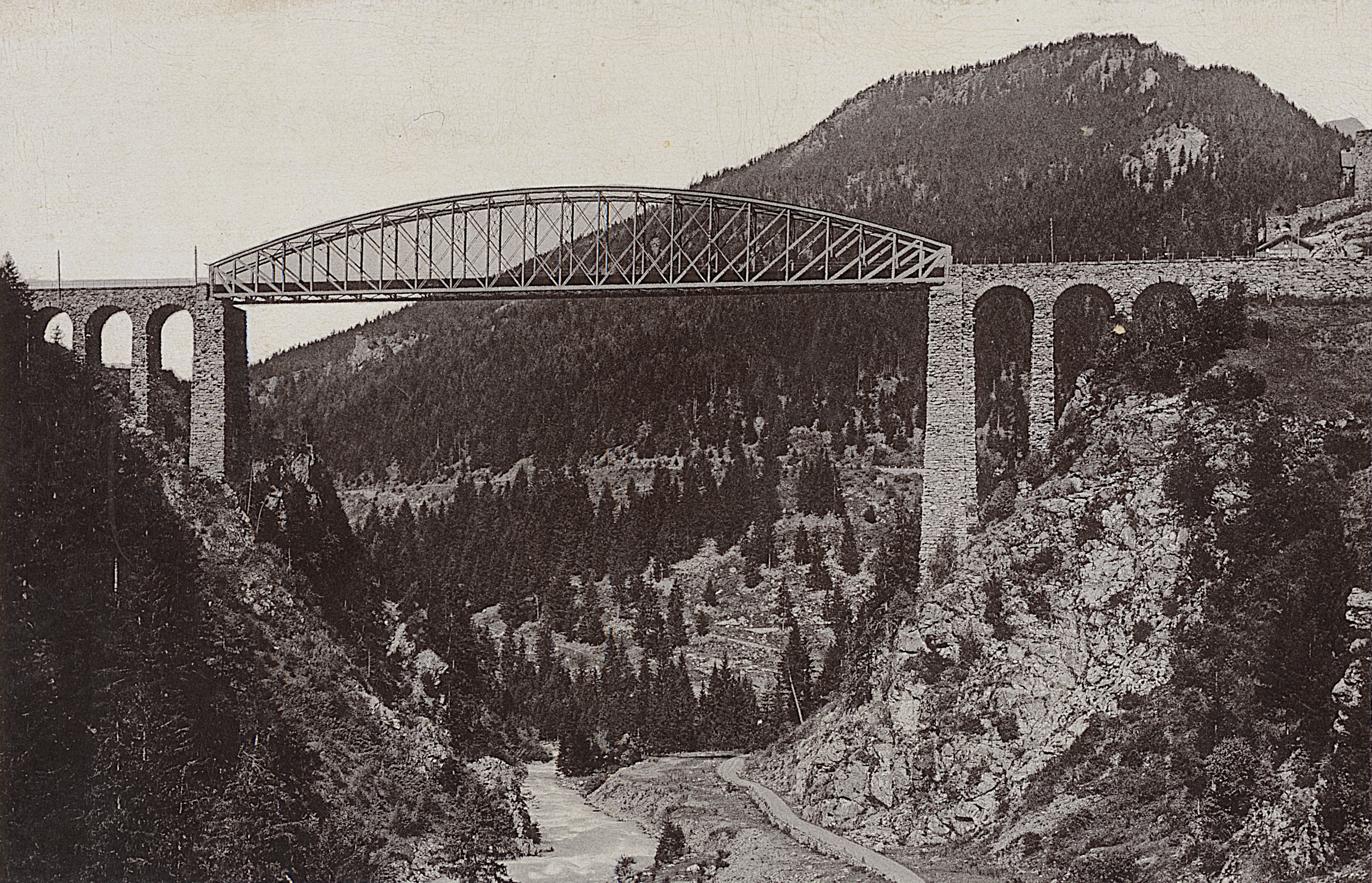
Die Trisannabrücke der Arlbergbahn (1895)
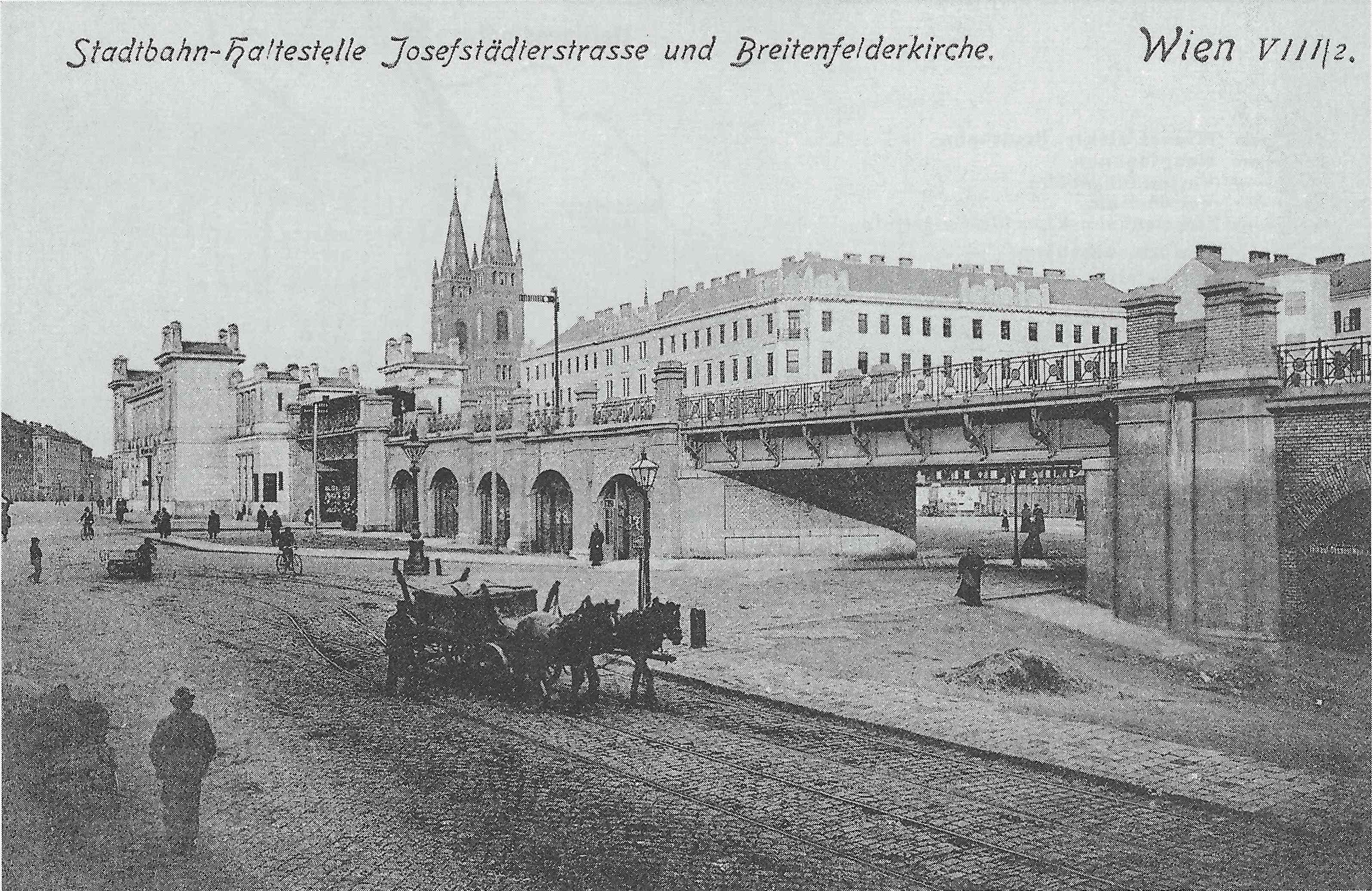
Wiener Stadtbahn (1898)
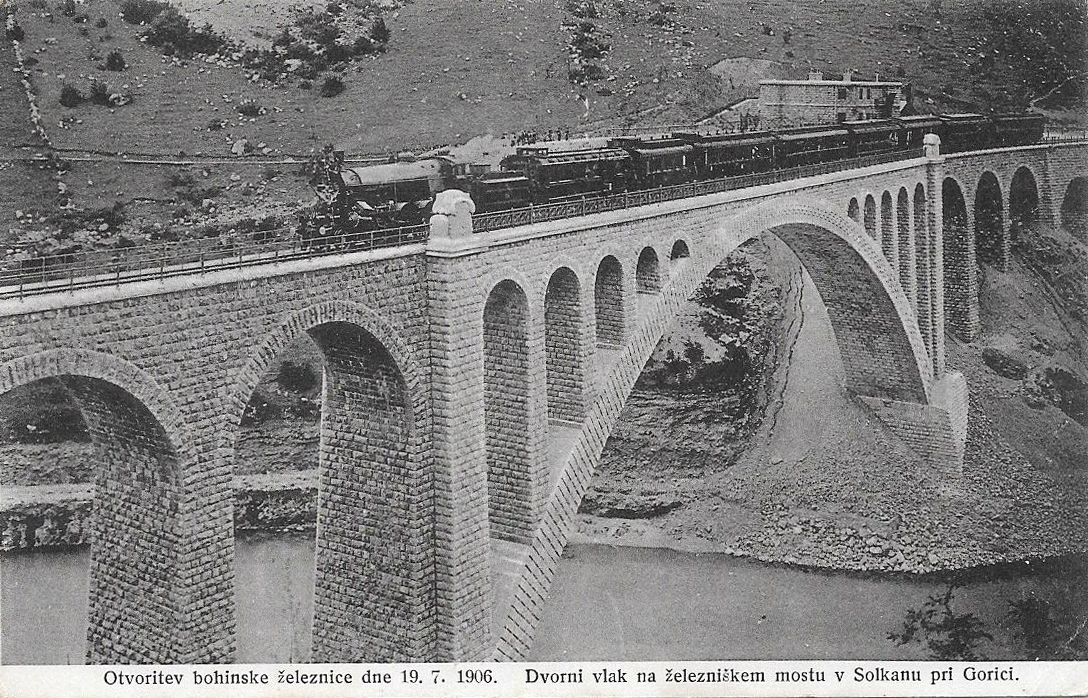
Eröffnungszug der Wocheinerbahn auf der Solcano-Brücke (1906)
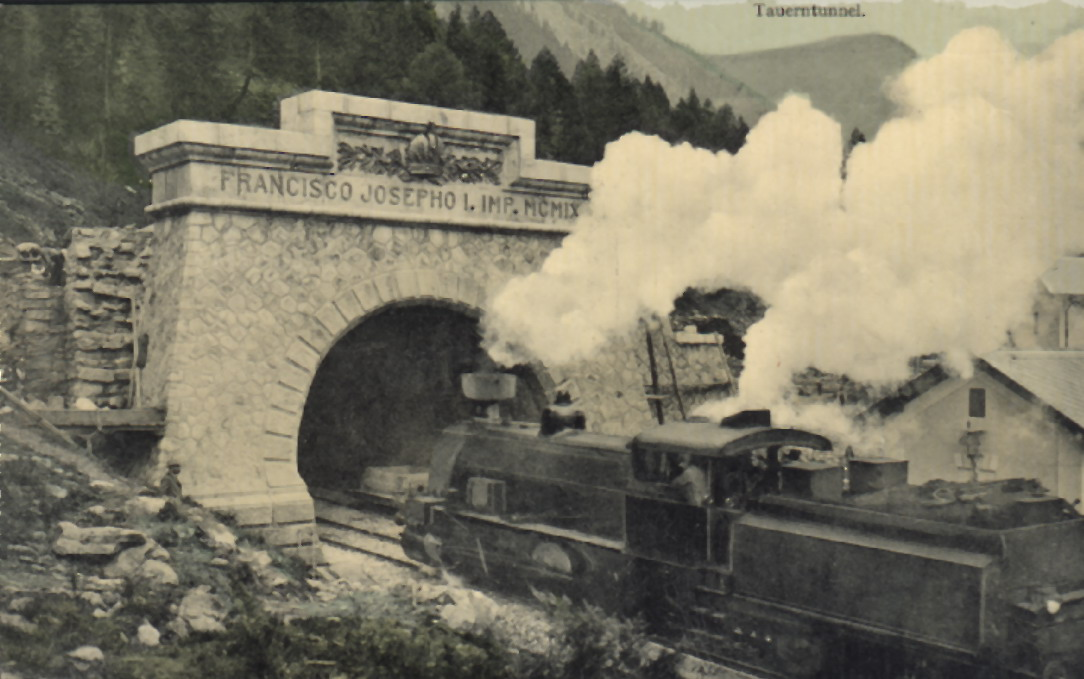
Südportal des Tauerntunnels (1911)
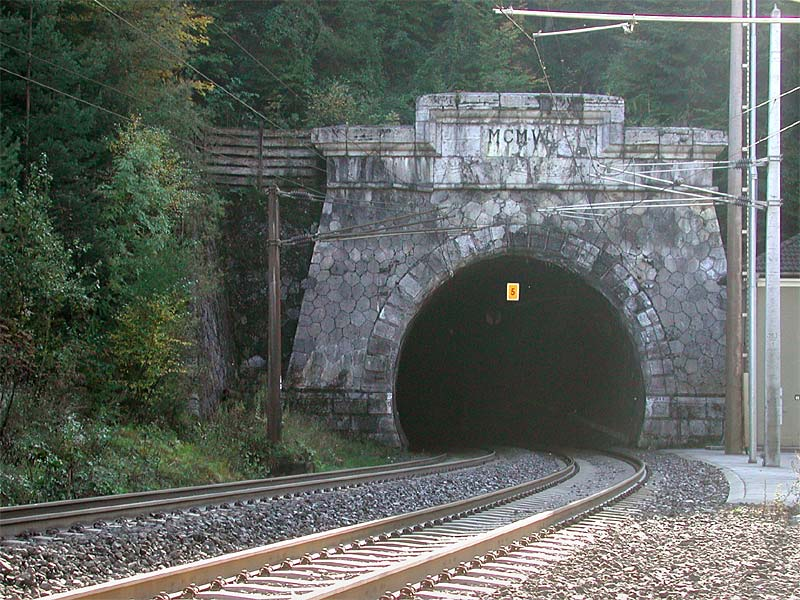
Karawankentunnel
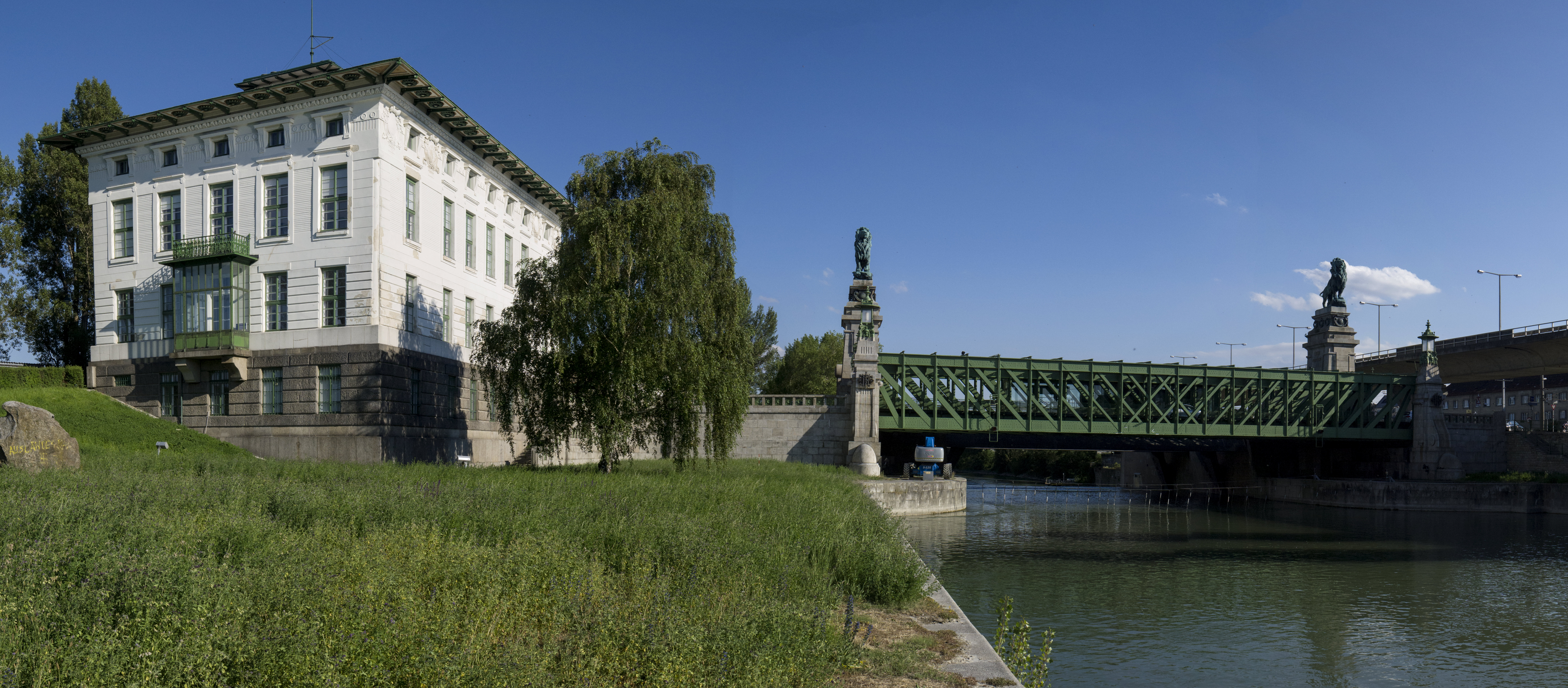
Nussdorfer Wehr- und Schleusenanlage
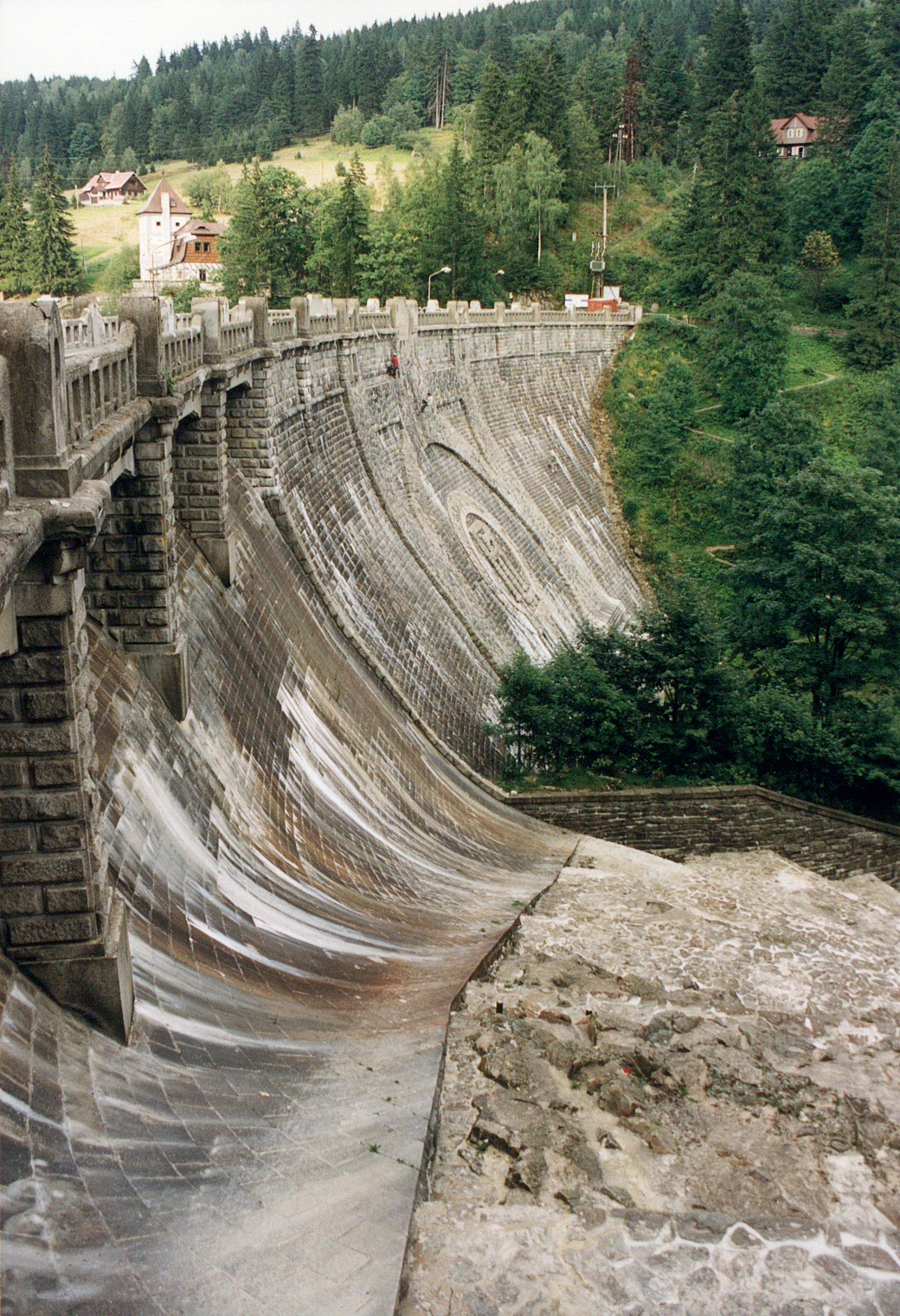
Krausebauden-Talsperre
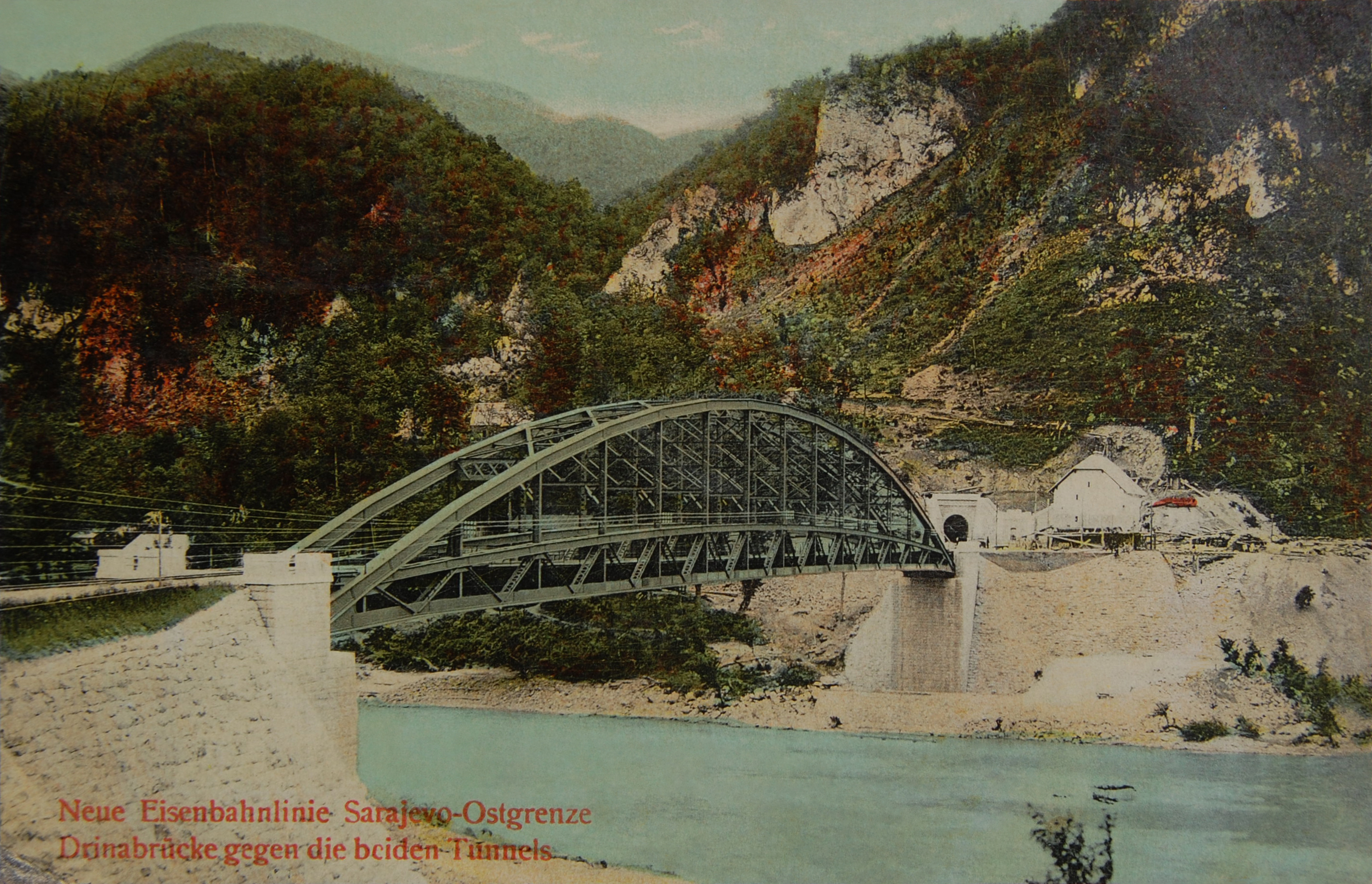
Drinabrücke der Bosnischen Ostbahn

## Museales

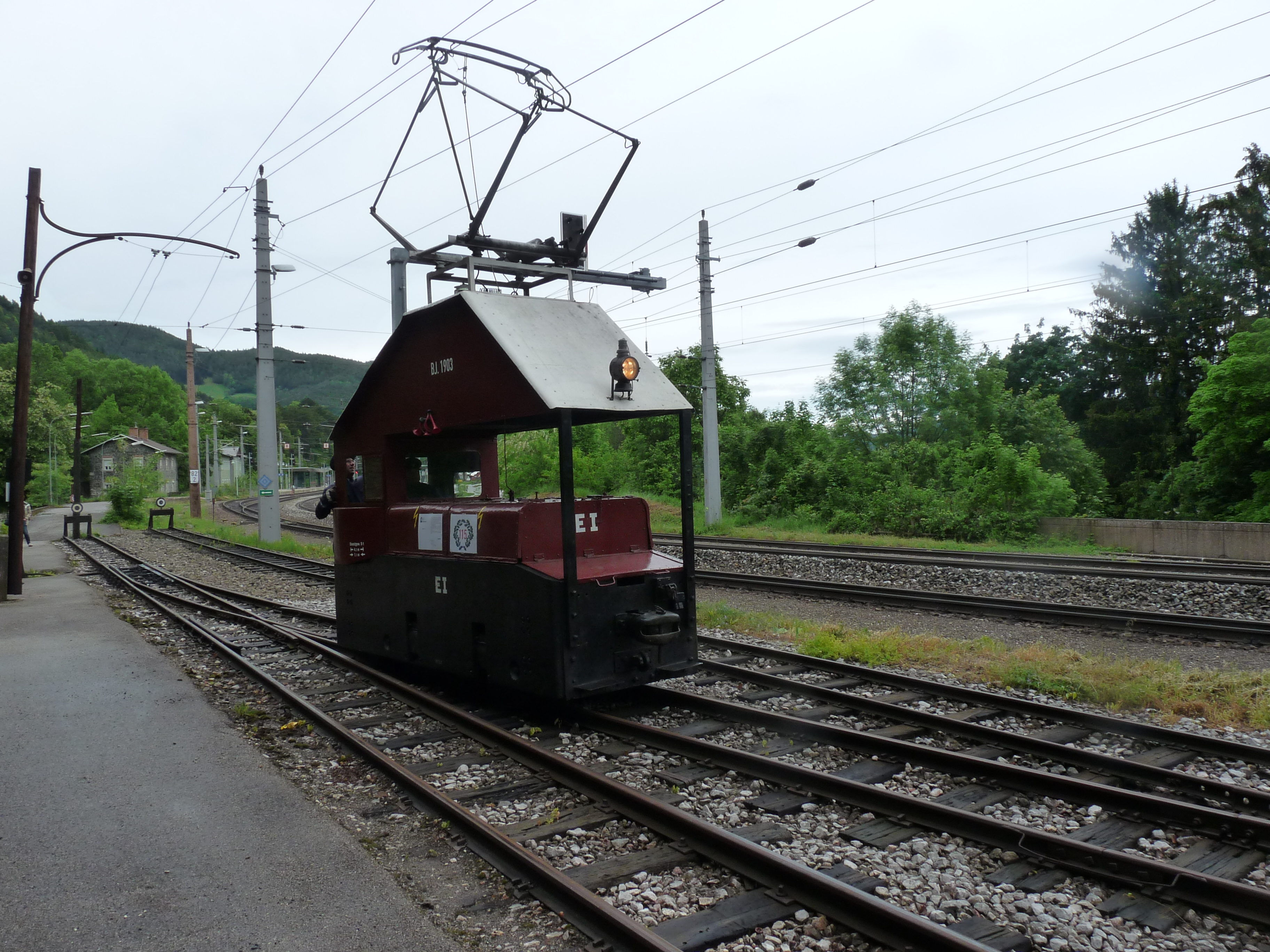
Elektrolok der Höllentalbahn, ex Redlich & Berger

Einige der beim Bau des Karawankentunnels verwendeten kleinen E-Loks kamen später zur Lokalbahn Payerbach-Hirschwang (Höllentalbahn).
Sie zählen mit Baujahr 1903 die ältesten noch erhaltenen Elektrolokomotiven.